# Хайлис, Гедаль Абрамович
Геда́ль Абра́мович Ха́йлис (1928, Сороки, Румыния — 2020) — советский и украинский учёный в области сельскохозяйственного машиностроения, доктор технических наук, профессор. Заслуженный  деятель науки и техники Украины (2006).

## Биография
Родился в 1928 году в Сороках, в семье бондаря Аврума Замвелевича Хайлиса (1890—1968), уроженца Оргеева, участника Первой мировой войны, и Суры Лейбовны Хайлис (урождённой Литинской, 1900—1976), родом из Сорок. В начале Великой Отечественной войны с родителями и двумя братьями эвакуировался в Чимкент, где освоил слесарное дело, окончил курсы комбайнёров и работал на зерноуборочном комбайне. После возвращения из эвакуации в Сороки поступил в техникум механизации сельского хозяйства, одновременно закончив курс обучения в средней школе. Окончил Московский институт механизации и электрификации сельского хозяйства в 1953 году. Работал инженером машиноиспытательной станции (МИС) в Торжке.
С 1957 года — старший научный сотрудник Всесоюзного научно-исследовательского института льна (ВНИИЛ) в Торжке. В 1959 году защитил диссертацию на соискание учёной степени кандидата технических наук по теме «Исследование перекатывания ведомых колёс сельскохозяйственных машин». Работал над запуском в серийное производство льнокомбайнов ЛК-4М,  ЛК-4Т, ЛКВ-4Т, ЛК-4А, «Русь». 
С 1962 года был первым заведующим кафедрой теоретической механики и графики («сопротивление материалов, теоретическая механика и черчение»), доцентом и профессором Великолукского сельскохозяйственного института. Затем на протяжении двадцати лет работал в Луцком индустриальном институте (Луцком государственном техническом университете), профессор кафедры сельскохозяйственного машиностроения и проректор. 
Докторскую диссертацию по теме «Исследование процессов теребления и вязки стеблей в льноуборочных машинах» защитил в 1974 году (первая диссертация «Основы теории и расчёта льноуборочных машин» была защищена в 1967 году, но не была одобрена ВАКК). Ведущий научный сотрудник Украинского научно-исследовательского института прогнозирования и испытания техники и технологий для сельскохозяйственного производства имени Леонида Погорелого» (УкрНИИПИТ). В последние годы профессор Уманского национального университета садоводства.
Основные научные труды посвящены вопросам теории и расчёта сельскохозяйственных машин, в особенности льноуборочной техники, а также исследованию механических свойств растительных материалов. Автор ряда монографий, учебников, авторских свидетельств и патентов на изобретения, научных трудов.

## Семья
- Сын — Александр Гедольевич Хайлис (род. 1959), инженер-экономист, основатель рекламного агентства в Москве. Дочь Инна (род. 1957).
- Племянница[7] — Лилия Мойшевна Хайлис (род. 1952), прозаик и поэт, участник бардовского движения в США[8].

## Монографии
- Г. А. Хайлис. Комплексная механизация посева льна. Калинин: Книжное издательство, 1961. — 40 с.
- Г. А. Хайлис. Элементы теории и расчёта льноуборочных машин. М.: Машгиз, 1963. — 151 с.
- Г. А. Хайлис. Теория и расчёт льноуборочных машин. Серия «Труды Великолукского сельхозинститута». Елгава, 1973. — 332 с.
- Льноуборочные машины / Г. А. Хайлис, Н. Н. Быков, В. Н. Бухаркин. М.: Машиностроение, 1985. — 231 с.
- Г. А. Хайлис. Расчёт рабочих органов почвообрабатывающих машин. Киев: УМКВО, 1990. — 81 с.
- Расчёт рабочих органов уборочных машин / Г. А. Хайлис, Д. М. Коновалюк. Киев: УМКВО, 1991. — 199 с.
- Г. А. Хайлис. Основы теории и расчёта сельско-хозяйственных машин. Киев: Издательство УСХА, 1992. — 240 с.
- Г. А. Хайлис. Исследования сельскохозяйственной техники и обработка опытных данных / Г. А. Хайлис, М. М. Ковалёв. М.: Колос, 1994. — 168 с.
- Г. А. Хайлис. Механика растительных материалов. Киев: Украинская академия аграрных наук (УААН), 1994. — 334 с.; 2-е издание — Киев: Украинская академия аграрных наук (УААН), 2002. — 376 с.
- Сельскохозяйственные материалы (виды, состав, свойства) / Н. Г. Ковалёв, Г. А. Хайлис, М. М. Ковалёв. М., 1998. — 206 с.